# Kweilingia bagchii
Kweilingia bagchii är en svampart som först beskrevs av Suj. Singh & P.C. Pandey, och fick sitt nu gällande namn av Buriticá 1998. Kweilingia bagchii ingår i släktet Kweilingia och familjen Phakopsoraceae.   Inga underarter finns listade i Catalogue of Life.